# Mission: Impossible III
Mission: Impossible III är en amerikansk actionfilm från 2006 i regi av J.J. Abrams med Tom Cruise i huvudrollen som Ethan Hunt. Filmen hade Sverigepremiär den 5 maj 2006.

## Handling
Ethan Hunt (Tom Cruise) har egentligen dragit sig tillbaka från fronten och sysslar nu med utbildning. Men han får samla ihop sitt gamla team för att bekämpa den samvetslöse vapenhandlaren Owen Davian (Philip Seymour Hoffman).

## Om filmen
Mission: Impossible III är den andra uppföljaren till Mission: Impossible från 1996. Filmen spelades bland annat in i Italien. Musiken komponerades av Abrams medarbetare Michael Giacchino.

## Rollista
| Skådespelare           | Roll                  |
| ---------------------- | --------------------- |
| Tom Cruise             | Ethan Hunt            |
| Philip Seymour Hoffman | Owen Davian           |
| Ving Rhames            | Luther Stickell       |
| Billy Crudup           | John Musgrave         |
| Michelle Monaghan      | Julia Meade           |
| Jonathan Rhys Meyers   | Declan Gormley        |
| Keri Russell           | Lindsey Farris        |
| Maggie Q               | Zhen Lei              |
| Simon Pegg             | Benjamin "Benji" Dunn |
| Eddie Marsan           | Brownway              |
| Laurence Fishburne     | Theodore Brassel      |

## Mottagande (i urval)
- Aftonbladet: 3/5 [1]
- Expressen: 3/5 [2]
- Svenska Dagbladet: 5/6 [3]